# ۱۱۸۷ (میلادی)
۱۱۸۷ (میلادی) هزار و صد و هشتاد و هفتمین سال تقویم میلادی است.

## مناسبت‌ها
- فتح بیت المقدس به دست صلاح‌الدین ایوبی

## زادگان
- مکزون سنجاری ادیب، مؤلف، شاعر صوفی و فقیه علوی شامی.

## درگذشتگان
- ۹ نوامبر – امپراتور گائوزونگ، نویسنده و شاعر چینی (ز. ۱۱۰۷)